# ستيفانو ريجسل
ستيفانو ريجسل (26 مارس 1992 بسورينام - ) هو لاعب كرة قدم سورينامي في مركز الهجوم. شارك مع منتخب سورينام لكرة القدم. أما مع النوادي، فقد لعب مع دبليو كونكشن وInter Moengotapoe ‏ وS.V. Leo Victor ‏.

## وصلات خارجية
- ستيفانو ريجسل على موقع الاتحاد الدولي (مؤرشف)  (الإنجليزية)
- ستيفانو ريجسل على موقع الدوري الأمريكي (الإنجليزية)
- ستيفانو ريجسل على موقع قاعدة بيانات كرة القدم.إي يو (الإنجليزية)
- ستيفانو ريجسل على موقع ناشيونال فوتبول تيمز (الإنجليزية)
- ستيفانو ريجسل على موقع Soccerway.com (الإنجليزية)